# パンパ

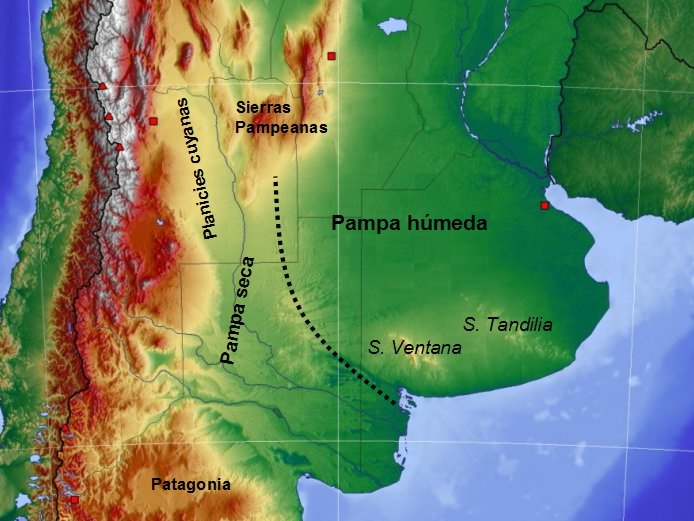
パンパ周辺地域

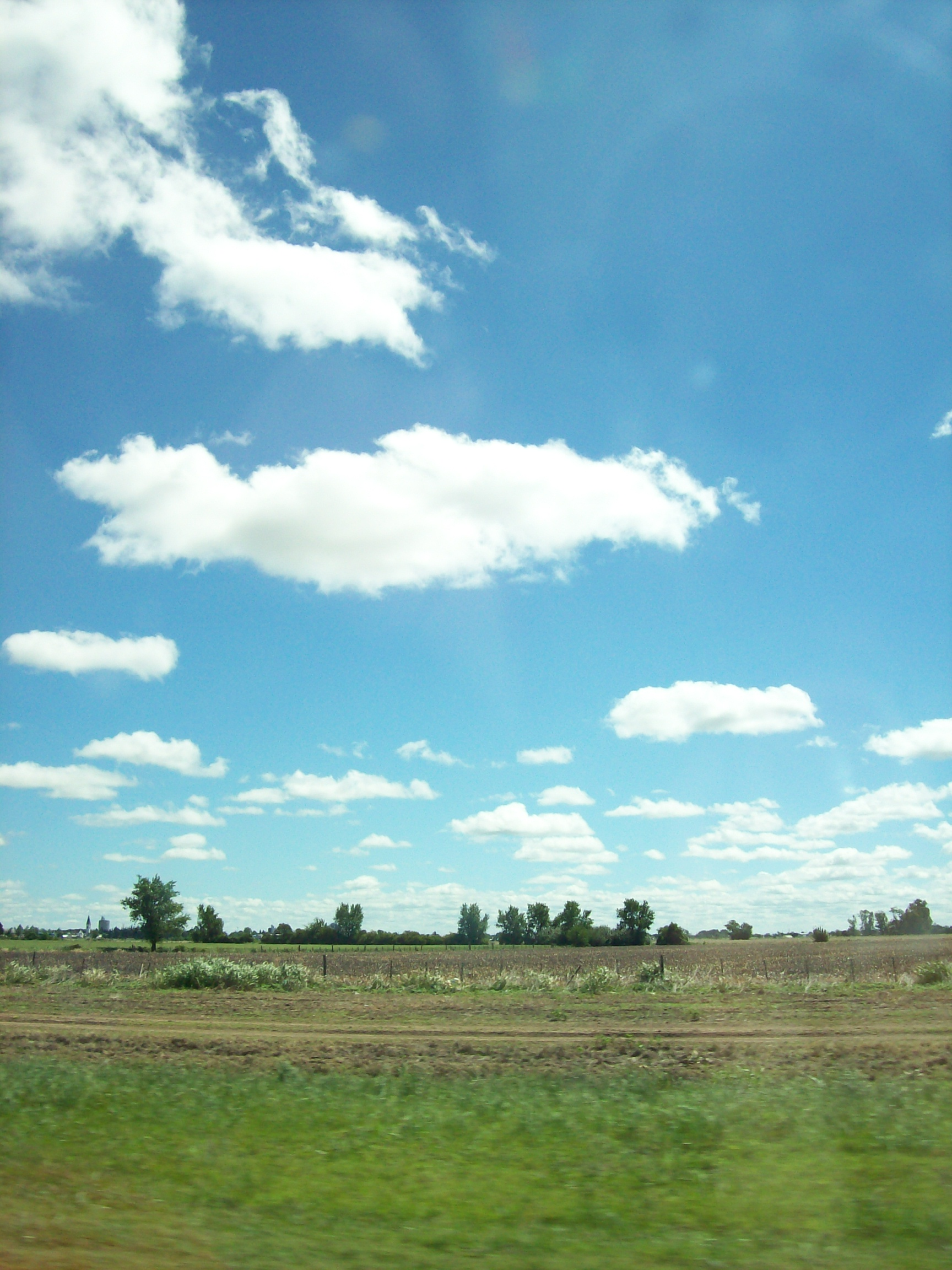
パンパの風景

パンパ（ケチュア語: Pampa、英語: Pampas、パンパス）は、南米・アルゼンチン中部、ウルグアイ全域からブラジル最南部のリオ・グランデ・ド・スル州のラプラタ川の流域に広がる草原地帯。

## 地形
アルゼンチンの首都・ブエノスアイレスを中心に、半径約600kmの半円形を描く地域である。
パンパ中央部を通過する年降水量550mmの線を境に、東部は湿潤パンパ、西部は半乾燥パンパの2つのエコリージョンにわかれる。ケッペンの気候区分では、湿潤パンパは温暖湿潤気候（Cfa）、半乾燥パンパはステップ気候（BS）である。
起伏が少なく、ビリヤード台に喩えられるほど全く平坦な草原が大部分を占める。そのため水はけが悪く、大雨が降ると広範囲が冠水し容易に水が引かない。2001年10月には35,000 km2 が冠水した。なお、パンパの周縁部のエコリージョンのアルゼンチン・エスピナルはより乾燥した温帯草原とサバナである。
関東平野の約60倍の大きさで、肥沃な土壌が広がっており、世界有数の牧畜地域でもある。アルゼンチンの人口の3分の1がここに集中している。

## 生態系
ウルグアイ東部沿海付近のロチャ県、トレインタ・イ・トレス県、セロ・ラルゴ県一帯にあるバニャドス・デル・エステ生物圏保護区は1976年にユネスコの生物圏保護区に指定され、1984年にラムサール条約登録地にもなった。一帯には7万ヘクタールのヤタイヤシ属のヤシ林があるほか、アメリカヌマジカが生息するカヤツリグサ科、イグサ科、イネ科の生える草原があり、砂丘植物、針葉樹も生えている。
ウルグアイ北部にはアエド山地という低山地があり、その東側のタクアレンボー川流域のリベラ県にあるビオマ・パンパ＝ケブラダス・デル・ノルテ地域は2014年にユネスコの生物圏保護区に指定された。一帯にはグアラニ帯水層があり、温帯草原のほかに高木、シダ類、ラン科、コショウ科、パイナップル科、サボテン科の植物が多く生える。山地にはMelanophryniscus devincenzii、ミナミガラガラヘビ、クロハラトキ、モモアカハイタカ、キバラカラカラなどの動物が生息している。
ウルグアイとアルゼンチン国境のウルグアイ川はパンパの中を流れ、ウルグアイのリオ・ネグロ県の川筋にあるファラポス湿地およびウルグアイ川諸島国立公園は2004年にラムサール条約登録地となり、川の西岸のアルゼンチンのエントレ・リオス州のヤタイヤシ林も2011年にラムサール条約登録地となった。一帯にはヤタイヤシが多く生え、タテガミオオカミ、キバラムクドリモドキ、クリイロヒメウソ、ヌマヒメウソ、アルゼンチンヒメウソ、ハヤブサ、ドラド、ホーリーが生息している。
ウルグアイ川の西側を流れるパラナ川の下流部もパンパの中を流れ、その三角州は2000年にユネスコの生物圏保護区に指定され、サンタフェ州とエントレ・リオス州の三角州にあるプレデルタ国立公園とサンタ・フェ諸島国立公園は2015年に、ブエノスアイレス州のシエルボ・デ・ロス・パンタノス国立公園は2008年にラムサール条約登録地となった。一帯にはアメリカヌマジカ、クロアシシャクケイ、オナガカワウソ、ジョフロイネコ、カピバラ、ヌマヒメウソ、コシアカヒメウソ、ズグロハゲコウ、クチビロカイマン、アルゼンチンヒメクイナ、クロエリハクチョウ、チリーフラミンゴ、ズグロガモが生息している。また、サンタフェ州南部のメリンクエ湖も2008年にラムサール条約登録地となり、その周辺の湿地にはアンデスフラミンゴが生息している。
ブエノスアイレス市内のラプラタ川南岸の南海岸公園は1985年にユネスコの生物圏保護区に指定され、2005年にラムサール条約登録地となった。一帯にはパンパのほかに沼地、湿地およびヨーロッパエノキやCeltis ehrenbergianaの乾燥した森林が広がり、アンデスネコ、オセロット、アメリカヌマジカ、クロエリハクチョウなどが生息している。大ブエノスアイレス都市圏の中心部にあるブエノスアイレス州ラプラタとベラサテギ付近のペレイラ・イラオラ公園も2007年にユネスコの生物圏保護区に指定された。公園にはCeltis ehrenbergiana、Sambucus australis、アローモなどの木およびシダ類が生え、絶滅危惧種のアカシロクイナが生息している。
ブエノスアイレス州の南東海岸にあるマル・チキータラグーンは1995年にユネスコの生物圏保護区に指定された。その北側のサンボロンボン湾は1997年にラムサール条約登録地となった。一帯にはヌートリアなどが生息している。

## 農業
パンパはアルゼンチンの農業の中心地であり、国内の耕地の80%、牧草地・放牧地の60%を占める。また、小麦の95%はここで生産される。
湿潤パンパではトウモロコシ、アルファルファの栽培と、牛の放牧が行われる。一方の乾燥パンパでは羊の大規模な放牧が行われ、湿潤パンパと乾燥パンパの漸移地帯で小麦の栽培が行われる。アメリカ合衆国の放牧地帯に比べれば、気温も高く降水量に恵まれており、小麦・トウモロコシ地帯となった可能性もあったが、人口密度が希薄で1人当たり4万haという広大な土地が割り当てられたため、大放牧地となった。1877年にイギリス資本の冷凍船が導入され北半球に生肉を送ることができるようになり、企業的牧畜が成長した。

## 備考
アルゼンチンの豊穣さを示すものとしてパンパの語が使われている。アルゼンチンにはレコードレーベルにPampaが存在した。